# Straty eksploatacyjne
Strata eksploatacyjna – część zasobów złoża kopaliny nienadająca się do eksploatacji lub użytkowania, powstała wskutek okoliczności związanych z eksploatacją lub dostrzeżonych w trakcie wydobycia. Strat eksploatacyjnych nie można przewidzieć na etapie rozpoznawania złoża, w wytworzonej dokumentacji geologicznej. Najważniejszymi źródłami strat są:
- naturalne zanieczyszczenia złoża,
- żyły i przerosty skały płonnej, stopień zwietrzenia skał, spękania obniżające przydatność gospodarczą kopaliny, które nie były uprzednio przewidziane w dokumentacji geologicznej,
- związanie spągowej części złoża ze skałą płonną, nadmierne zawodnienie części złoża, nieopłacalność eksploatacji złoża o zbyt małej miąższości,
- pogorszenie jakości kopaliny (np. wskutek zabrudzenia części złoża, prowadzenia robót strzałowych, technik urabiania skały, przyjętego systemu eksploatacji).